# Kuraszowski Wierch
Kuraszowski Wierch, czasami nazywany Kurosówką (1038 m) – szczyt w polskiej części Pogórza Spiskiego. W wielu przewodnikach i mapach turystycznych, a także w opracowaniach naukowych jest uznawany za najwyższy szczyt polskiej części Pogórza Spiskiego, jednakże według dokładnej mapy Geoportalu (skala 1:5000) w tym samym grzbiecie, nieco na południe od niego jest jeszcze drugi szczyt – Dudasowski Wierch o tej samej niemal wysokości. Geoportal dla Kuraszowskiego Wierchu podaje wysokość 1037,6 m, dla Dudasowskiego Wierchu 1037,8 m. Oba te szczyty przebija też wysokością, znajdujący się w głównym paśmie Magury Spiskiej na granicy polsko-słowackiej, Górków Wierch (1046 m).
Kuraszowski Wierch wznosi się nad miejscowościami Łapszanka, Łapsze Wyżne i Łapsze Niżne. Znajduje się w grzbiecie, który rozpoczyna się po wschodniej stronie Przełęczy nad Łapszanką (943 m) szczytem Holowiec (1035 m) i poprzez Dudasowski Wierch, Kuraszowski Wierch, Na Wierch (896 m) i bezleśne wzgórze Bliźnia (746 m) ciągnie się w północno-zachodnim kierunku do Łapsz Wyżnych. Stoki zachodnie tego grzbietu opadają do doliny potoku Łapszanka. Spod Kuraszowskiego Wierchu do doliny Łapszanki spływa Gielatowski Potok mający źródła na wysokości 965 m w południowo-zachodnich jego stokach. Stoki wschodnie Kuraszowskiego Wierchu opadają do doliny potoku Kotarne (dopływ Łapszanki).
Kuraszowski Wierch jest częściowo zalesiony, ale w dużym stopniu jest bezleśny i bezleśne obszary sięgają pod sam jego wierzchołek. Z tego też względu z jego stoków w wielu miejscach rozciągają się panoramy widokowe.
Pod koniec 1944 Niemcy za pomocą przymusowo spędzonej do pracy miejscowej ludności wykonali okopy ciągnące się od Trybsza przez Łapsze Wyżne i Kuraszowski Wierch. W 1945 bronili się w nich przed armią radziecką kilka dni. Okopy te w niektórych miejscach zachowały się do dzisiaj na grzbiecie Holowiec – Kuraszowski Wierch – Na Wierch.